# تدمير إبداعي

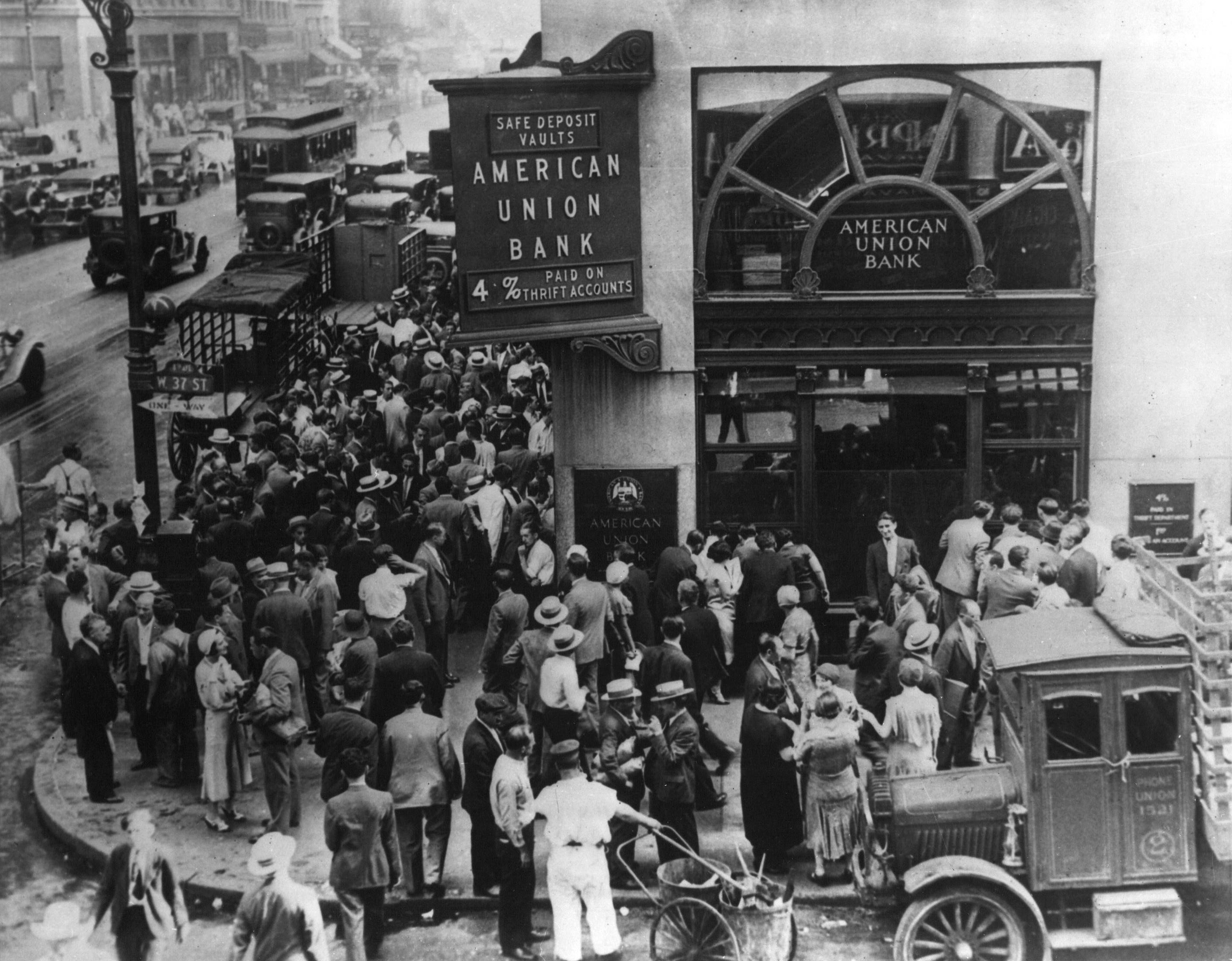

التدمير الإبداعي أو الهدم البناء (بالإنجليزية: Creative Destruction)‏ هو مفهوم في علم الاقتصاد. عرفه عالم الاقتصاد جوزيف شومبيتر بعملية الطفرة الصناعية التي تُحدِث ثورة مستمرة في البنية الاقتصادية من الداخل، من خلال تدمير البنية القديمة مع خلق بنية أخرى جديدة، بطريقة مستمرة.